# Leiothrix rufula
Leiothrix rufula là một loài thực vật có hoa trong họ Eriocaulaceae. Loài này được (A.St.-Hil.) Ruhland mô tả khoa học đầu tiên năm 1903.